# Fédération française de bridge

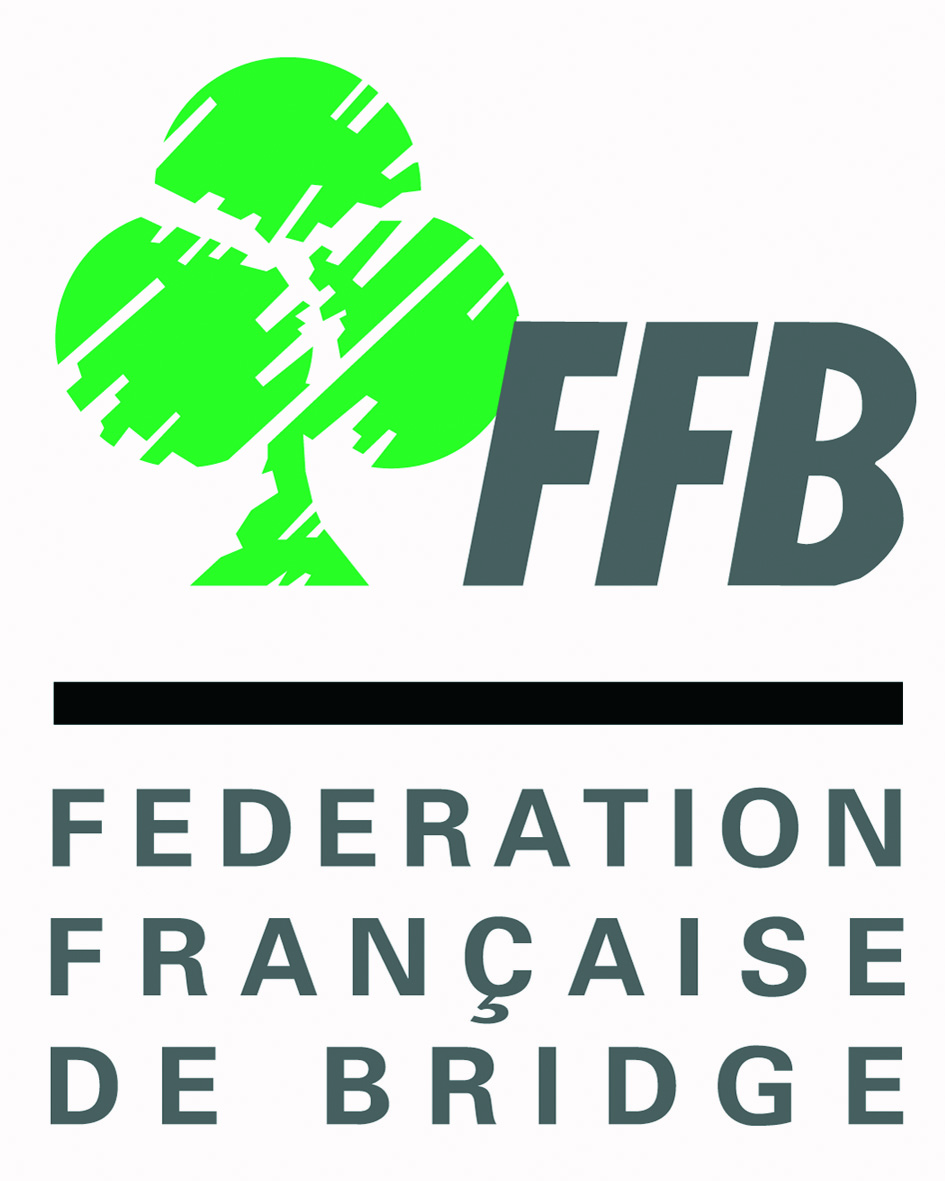

De Fédération française de bridge (FFB) is het nationale orgaan voor bridge in Frankrijk. De Franse bond organiseert het Franse Bridgekampioenschap (Championnat de France de bridge) en geeft het tijdschrift Bridgerama uit.
Het zetel van de Franse Bridgebond is Saint-Cloud, dicht bij Parijs. De bond werd opgericht in 1933 en behoort tot de drie grootste bridgebonden in de wereld.
Er zijn 29 regionale comités.
De voorzitter is Patrick Grenthe en de penningmeester Guy Auer. Er zijn drie ondervoorzitters.

## Organisatie
- Voorzitter: Patrick Grenthe
- Ondervoorzitter: (communicatie, ontwikkeling, marketing): Patrick Bogacki
- Ondervoorzitter: (competities, internationaal): Jean-Daniel Chalet
- Ondervoorzitter: (bridge universiteit): Pierre Saguet
- Penningmeester: Guy Auer
- Algemeen secretaris: Patern Henry

De voorzitter, ondervoorzitters en de algemeen secretaris worden gekozen voor een periode van vier jaar.